# Gen Barrevoets in Hiroshima
Gen Barrevoets in Hiroshima (はだしのゲン, Hadashi no Gen, Gen Barrevoets) is een Japanse mangaserie door Keiji Nakazawa over de nasleep van het bombardement van Hiroshima. Het werd gepubliceerd in verschillende tijdschriften. Nakazawa had als zesjarige in Hiroshima het vallen van de atoombom en de gevolgen ervan zelf meegemaakt. In Gen Barrevoets zette hij de meeste van zijn jeugdherinneringen hierover in stripvorm op papier. Alle 10 delen zijn in het Nederlands uitgegeven door Uitgeverij XTRA tussen 2005 en 2015.
Later is het tussen 1976 en 1980 uitgebracht in drie live actionfilms, in 1983 en 1987 door Madhouse uitgegeven als twee animefilms en in 2007 werd hij in de nacht van 10 en 11 augustus als live-action-tv-drama uitgezonden op Fuji TV.

## Animefilm
In 1983 is de eerste animefilm van Gen Barrevoets uitgekomen in Japan onder regie van Mori Masaki. Hierna is ook een tweede animefilm uitgekomen.

### Verhaal
De eerste filmDe zes jaar oude Gen en zijn familie leven in Hiroshima tegen het einde van de Tweede Wereldoorlog. Aangezien Gens vader de mening is toegedaan dat de oorlog niet te winnen is, wordt hij verstoten door de rest van de buurtbewoners. Nadat de Amerikanen de genadeslag aan Japan uitgedeeld hebben tracht Gens familie langzaam hun leven weer op te bouwen.
De tweede filmDrie jaar nadat de atoombom op Hiroshima is gevallen, helpen Gen en zijn geadopteerde broer Ryuta een groep oorlogswezen. Een grote orkaan treft de stad en vaagt het weeshuis weg. Gen helpt de weeskinderen om een nieuw tehuis te bouwen op een verlaten stuk grond. Ondertussen gaat echter de lichamelijke toestand van zijn moeder met rasse schreden achteruit.

### Rolverdeling
| Acteur           | Personage        |
| ---------------- | ---------------- |
| Issei Miyazaki   | Gen Nakaoka      |
| Masaki Koda      | Shinji Nakaoka   |
| Masaki Koda      | Ryuta Kondo      |
| Seiko Nakano     | Eiko Nakaoka     |
| Takao Inoue      | Daikichi Nakaoka |
| Yoshie Shimamura | Kimie Nakaoka    |
| Takeshi Aono     | Hidezo           |
| Katsuji Mori     | Seiji Yoshida    |
| Taeko Nakanishi  | Hana             |
| Junji Nishimura  | Boku Pak         |